# Agnes Miegel
Agnes Miegel, née le 9 mars 1879 à Königsberg (province de Prusse-Orientale  et morte le 26 octobre 1964 à Bad Salzuflen (Allemagne de l'Ouest), est une écrivaine, journaliste et poétesse allemande.
Elle est surtout connue pour ses poèmes et ses nouvelles sur la Prusse-Orientale, mais aussi pour le soutien qu'elle a apporté au parti nazi.